# Sonart(s)
Le festival Sonart(s) est un festival de musique annuel se déroulant à Valenciennes, en France, chaque premier week-end du mois de juillet. Il se déroule pendant 2 jours en plein air sur 10 000 m2 d’espace vert (Parc des Tertiales).
Ce festival regroupe plusieurs groupes de rock, d'electro, de jazz, de funk, de metal, de folk.
Des Expos, de la danse, des marionnettes, de la capoeira, des arts du cirque sont également présents.